# هارولد غرانت
هارولد غرانت (بالإنجليزية: Harold Grant)‏ هو مدير فني أمريكي، ولد في 16 يناير 1900 في إمبوريا في الولايات المتحدة، وتوفي في 31 ديسمبر 1997 في فينتورا في الولايات المتحدة.